# Araneus savesi
Araneus savesi là một loài nhện trong họ Araneidae.
Loài này thuộc chi Araneus. Araneus savesi được Eugène Simon miêu tả năm 1880.